# 1,5-二苯基卡巴肼
1,5-二苯基卡巴肼（或简称二苯卡巴肼，Diphenylcarbazide，缩写DPC）是一种含氮有机化合物，化学式为C13H14N4O，带有碳醯肼（也称为“卡巴肼”）基团，可氧化为结构上类似的1,5-二苯基卡巴腙。